# Índex estatal de fam de l'Índia
L'índex estatal de fam de l'Índia (sovint abreujat ISHI segons el nom en anglès) és una eina que es fa servir per calcular la fam i la desnutrició a nivell regional a l'Índia. Es construeix de la mateixa manera que l'índex global de fam del 2008 i s'ha calculat per a 17 estats de l'Índia, que comprenen més del 95% de la població.
Aquest índex fou desenvolupat per l'Institut Internacional d'Investigació sobre Polítiques Alimentàries i fou presentat per primer cop el 2008 per l'ONG Welthungerhilfe i pel Departament d'Economia de la Universitat de Califòrnia.

## Fons
Tot i l'avenç quant al seu nivell econòmic, amb més de 200 milions de persones que pateixen inseguretat alimentària, l'Índia és el territori on hi ha més persones que passen gana del món. Al rànking de l'índex global de la fam del 2008 es troba a la posició 66 dels 88 països classificats i té un "alarmant" (23,7) de situacions d'inseguretat alimentària. El principal problema del país és l'alta prevalença de nens amb poc de pes menors de cinc anys, que és el resultat de la pobra nutrició i el baix nivell educatiu de les dones.
Si bé s'ha parat atenció al problema de la gana i la desnutrició a nivell central, dins el sistema polític de l'Índia, els estats provincials són importants unitats polítiques quant a la planificació i execució dels programes de desenvolupament. Per tant, descompondre l'índex de fam a nivell dels estats federals és una eina important per crear consciència sobre les disparitats que hi ha entre ells. D'altra banda, la variabilitat de l'aport relatiu dels elements subjacents de l'índex de fam a través dels diferents estats de l'Índia pot ajudar a estimular el debat sobre els controladors de fam en contextos diferents de l'estat.

## Indicadors i dades subjacents
L'ISHI es construeix de la mateixa manera que l'índex global de la fam, que segueix un enfocament multidimensional per mesurar la fam i la desnutrició. Combina tres indicadors ponderats per igual:
- 1. La proporció de persones subnodrides com a percentatge de la població (el que reflecteix la proporció de la població amb una ingesta alimentària insuficient).

- 2. La prevalença de nens amb poc de pes menors de cinc anys (el que indica la proporció de nens que pateixen pèrdua de pes i o reducció de creixement).

- 3. La taxa de mortalitat de nens menors de cinc anys (en part reflecteix la sinergia mortal entre la ingesta dietètica i els ambients no saludables).

L'ISHI fa servir dues fonts de dades per a l'estimació a nivell dels estats del país: aquestes fonts són les primeres rondes de l'enquesta nacional de salut familiar (2005-2006) per a l'Índia i les dades de les mostres nacionals de l'enquesta del 2004-2005. Es calcula i presenta per als 17 estats més importants, que abasten el 95% de la població del país. Mentre que l'enquesta nacional de salut familiar té una mida de mostra suficient per obtenir estimacions representatives de la insuficiència ponderal infantil i les taxes de mortalitat, fins i tot per als estats més petits i els territoris de la unió al país, la mida de la mostra de l'enquesta nacional per mostra és insuficient per estimar les taxes de desnutrició a aquests llocs. Per tant, l'ISHI restringeix la mostra als estats per als quals aportarà informació precisa.

## Principals conclusions
- Les qualificacions dels estats de l'àrea de l'Índia segons l'ISHI del 2008 van des de 13,6 "greu" per al Punjab, a 30,9 "extremadament alarmant" de Madhya Pradesh, el que indica una variabilitat substancial entre els diversos estats. El Punjab va tenir el lloc número 34 quan va comparar-se amb el rànking de països de tot el món IGH 2008, mentre que Madhya Pradesh va tenir el lloc núm. 82. En aquest estat, més persones pateixen de fam que a Etiòpia o al Sudan. El 60% dels nens estan desnodrits.
- Tots els 17 estats tenen puntuacions ISHI que estan molt per damunt de les categories de fam "baixa" i "moderada". 12 dels 17 estats estan en la categoria "alarmant" i un en la categoria "extremadament alarmant".
- Les puntuacions ISHI estan estretament lligades amb la pobresa, però hi ha poca relació amb el creixement econòmic a nivell estatal. Els alts nivells de fam es veuen als estats que tenen un bon desenvolupament econòmic.
- Un creixement econòmic inclusiu i les estratègies específiques per garantir la suficiència alimentària per així reduir la mortalitat infantil i millorar la nutrició infantil són prioritats urgents a tots els estats de l'Índia.